# Se-tenant

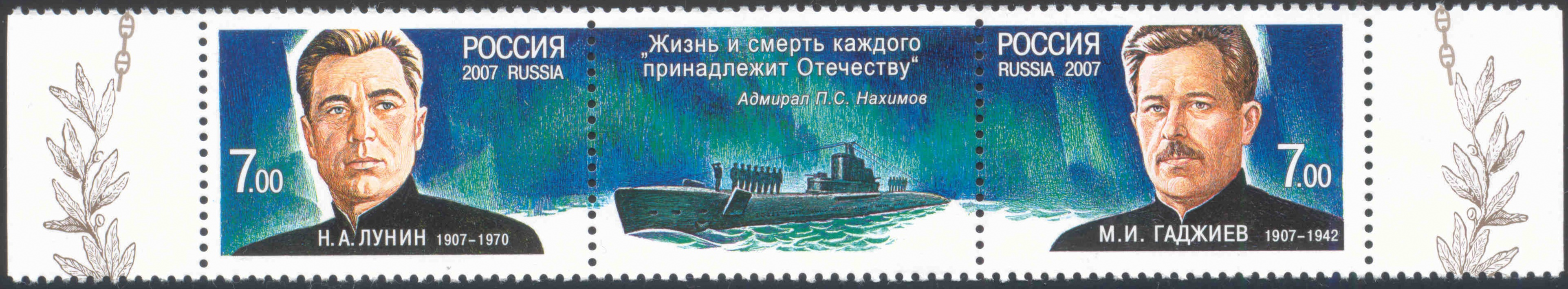
Banda de sellos con bandeleta. Rusia, 2007

Se-tenant (en francés: ligados o que se sostienen), en filatelia es término que se refiere a series de sellos diferentes unidos entre sí a veces en fila o banda, o en otra disposición con o sin bandeletas intercaladas. Pueden intencionalmente formar un conjunto, o constituir elementos distintos; que sin embargo los coleccionistas prefieren conservar sin separar los sellos postales.
|  |  |